# Josep Maria Trullén i Thomas
Josep Maria Trullén i Thomas (* 1954, Barcelona) je katalánský historik.
V roce 1977 absolvoval dějiny umění na univerzitě v Barceloně. Pracoval v různých muzeích po celém Katalánsku. V letech 1983 až 1985 byl technickým ředitelem Musèu dera Val d'Aran, v letech 1983 až 1993 byl technickým ředitelem Diecézního muzea Solsona. V roce 1994 nastoupil na pozici ředitele knihovny muzea Víctora Balaguera, tuto funkci zastával až do roku 2000. Krátce poté začal pracovat jako hlavní kurátor Museu Episcopal de Vic. Během podzimu 2007 byl jmenován ředitelem Museu d'Art de Girona, kde nahradil Josepa Manuela Ruedu. Roku 2012 se stal ředitelem Museo Frederic Marès de Barcelona.
V letech 1993 - 2001 byl rovněž členem výkonného výboru muzejní rady Katalánska.